# Parcelacja (województwo podkarpackie)
Parcelacja (d. Jodłówka-Parcelacja) – osada w Polsce położona w województwie podkarpackim, w powiecie jarosławskim, w gminie Pruchnik.
W latach 1975–1998 miejscowość administracyjnie należała do województwa przemyskiego.